# 블럼 정수
정수론에서 어떤 자연수 {\displaystyle n}이 다음 조건을 만족하면 이를 블럼 정수(Blum integer)라고 한다.
1. {\displaystyle n} 은 소수 {\displaystyle p}와 {\displaystyle q}의 곱이다.
2. {\displaystyle p} 와 {\displaystyle q}는 모두 4를 법으로 했을 때 3과 합동이다. 즉, {\displaystyle p-3} 과 {\displaystyle q-3}는 모두 4로 나뉜다.